# Emoji域名
emoji域名是指含有emoji的域名。这类域名因为包含emoji这一类非ASCII字符，故属于国际化域名，和常规的仅由英文字母、数字和连字符构成的域名比起来，emoji域名并不常用。

## 原理
emoji域名所使用的emoji并不在美国信息交换标准代码范围之内，故当使用网页浏览器访问使用了emoji域名的网站时，域名中的emoji会被国际化域名编码所编码，从而转化为以xn--开头的ASCII字符域名，进而被域名系统所解析到对应的IP地址。这个实现过程与其他的国际化域名是相同的。

## 历史
emoji域名的起源要追溯到2001年4月19日，这一天，♨️.com（xn--j6h.com）、♨️.net（xn--j6h.net）、☮️.com（xn--v4h.com）和♂️.com（xn--g5h.com）这四个emoji域名被注册，这也是世界上最早注册的四个emoji域名。在此之后，有不少新的emoji域名被注册。截至2018年，以.ws作为顶级域的emoji域名已超过25000个。

## 用例
2015年初，可口可乐公司在向波多黎各自由邦发布的广告宣传中，为了引发喜欢使用emoji的年轻人的共鸣，便注册了www.😃.ws这个emoji域名。宣传人员在域名中使用了「😃」这个大眼睛开怀大笑的emoji，并把萨摩亚的国家和地区顶级域名「.ws」解读为we smile（我们微笑着）。
emoji百科也使用了emoji域名📙.la（xn--yt8h.la）作为短网址服务。

## 存在问题
- 支持注册emoji域名的域名注册商是有限的，不少域名注册商并不支持注册emoji域名这类国际化域名。[5]
- emoji在不同的设备、操作系统和字体下显示并不一定相同，这可能会在辨认上造成一定的困扰[6]。并不是所有的网页浏览器都以同样的方式来表示emoji域名，例如在Google Chrome和火狐浏览器的地址栏中，emoji域名并没有像在Safari浏览器中那样直接显示，而是显示为经过国际化域名编码所编码后的ASCII域名[7]。
- emoji由于是图示的形式，故单纯看图示可能会造成一定的误解和歧义，有一些emoji不同的人会有不同的解读[8]。
- 个别emoji由于存在难以辨认问题，故互联网名称与数字地址分配机构安全与稳定咨询委员会建议禁止emoji域名的使用，因为这会增加网络钓鱼事件。[9]
- emoji的输入需要用到输入法，较为麻烦。